# Love and Theft
Love and Theft (stylizowane jako "Love And Theft") – 31. album studyjny, nagrany przez Boba Dylana w maju 2001 r. i wydany we wrześniu tego samego roku

## Historia i charakter albumu
18 kwietnia 2001 r. Bob Dylan rozpoczął Wiosenne Tournée po USA, które zakończyło się 6 maja. Prawie natychmiast, bo 9 maja artysta rozpoczął nagrania do nowego albumu. Sesje trwały do 26 maja. Grupą nagrywającą był aktualny zespół koncertowy Dylana.
Dylan tak określił metodę pisania piosenek do tego albumu: Wiele z tych piosenek zostały napisane w nastroju pewnego rodzaju strumienia świadomości, ja nie siedzę i nie zwlekam, i nie medytuję nad każdą linijką. Moje podejście to po prostu pozwolić, żeby to się działo a następnie odrzucić to, co nie działa. Wiele piosenek zostało przez Dylana napisanych już w trakcie sesji nagraniowych.
Cały album został nagrany ulubioną metodą Dylana, czyli „na żywo”, prawie bez żadnych poprawek i overdubbingu.
Dylan zapewne świadomie nawiązał do muzyki przeszłości, do jej dawnych form, treści, idiomów i ideałów. Jak napisał Paul Williams, album był zbiorowym portretem (kolażem) spraw i ideałów z pewnego okresu jakiegoś narodu, czy grupy narodów.
W wywiadzie udzielonym Mikalowi Gilmore’owi we wrześniu Dylan powiedział: Cały ten album zajmuje się mocą... ten album zajmuje się mocą, bogactwem, wiedzą i zbawieniem – w sposób jak ja na to patrzę. Jeśli to jest wielki album – a mam nadzieję, że jest taki – jest to wielki album ponieważ zajmuje się wielkimi tematami. Mówi wzniosłym językiem (...).
W 2003 album został sklasyfikowany na 467. miejscu listy 500 albumów wszech czasów magazynu Rolling Stone.

## Muzycy
- Bob Dylan – śpiew, gitara, pianino
- Larry Campbell – gitara, skrzypce, bandżo, mandolina
- Charlie Sexton – gitara
- Augie Meyers – organy (Vox i Hammond), akordeon
- David Kemper – perkusja
- Clay Meyers – bongosy (1, 9)

## Spis utworów
| 1.  | Tweedle Dee & Tweedle Dum             | 4:46  |
|     |                                       |       |
| 2.  | Mississippi                           | 5:20  |
|     |                                       |       |
| 3.  | Summer Days                           | 4:52  |
|     |                                       |       |
| 4.  | Bye and Bye                           | 3:16  |
|     |                                       |       |
| 5.  | Lonesome Day Blues                    | 6:05  |
|     |                                       |       |
| 6.  | Floater (Too Much to Ask)             | 4:59  |
|     |                                       |       |
| 7.  | High Water (for Charley Patton)[b][c] | 4:04  |
|     |                                       |       |
| 8.  | Moonlight                             | 3:23  |
|     |                                       |       |
| 9.  | Honest with Me                        | 5:49  |
|     |                                       |       |
| 10. | Po' Boy[b]                            | 3:05  |
|     |                                       |       |
| 11. | Cry a While                           | 5:05  |
|     |                                       |       |
| 12. | Sugar Baby                            | 6:40  |
|     |                                       |       |
|     |                                       | 57:24 |
|     |                                       |       |

## Opis albumu
- Producent – Jack Frost (Bob Dylan)
- Główny inżynier – Chris Shaw
- Nagranie i miksowanie – Chris Shaw
- Asystent – Jeremy Welch
- Miejsce i data nagrania

Sony Music Studios, Nowy Jork; 9–25 maja 2001
- Mastering – George Marino
- Kierownictwo artystyczne – Geoff Gans z Culver City
- Fotografie

Kevin Mazur (przód okładki i zespół)
David Gahr (tył okładki i tył wkładki)
- Czas – 57 min 30 s
- Firma nagraniowa – Columbia/Legacy
- Numer katalogowy – CK 85975
- Data wydania – 11 września 2001

## Listy przebojów

### Album
| Rok  | Lista                          | Pozycja |
| ---- | ------------------------------ | ------- |
| 2001 | Billboard USA. Albumy popowe   | 5       |
| 2001 | Wielka Brytania. Albumy popowe | 3       |